# Championnat du Cameroun de football 1961
Navigation
Saison suivante
La saison 1961 du Championnat du Cameroun de football était la première édition de la première division camerounaise, la MTN Elite 1. Les 11 équipes sont regroupées au sein d'une poule unique, où chaque équipe affronte tous les adversaires de sa poule 2 fois, à domicile et à l'extérieur.
C'est l'équipe d'Oryx Douala termine en tête du championnat cette année. C'est le premier titre de champion de son histoire. Les résultats et classement de cette saison restent inconnus.

## Les 11 clubs participants
| - Oryx Douala - Étoile d'Abong-Mbang - Éperviers d'Ebolowa - Colombes de Sangmelima - Dragons de Yaoundé - Aigle Nkongsamba | - Union Yaoundé - Diamant Yaoundé - Caïman de Douala - Vent Lolanne Douala - Aigle Dschang |

## Bilan de la saison
| Tableau d'Honneur                   |              |
| Compétition                         | Vainqueur    |
| Championnat du Cameroun de football | Oryx Douala  |
| Coupe du Cameroun                   | Union Douala |

| Promotion et relégation |          |
| Relégués en 2e division | Inconnus |
| Promus en MTN Elite 1   | Inconnus |